# Kampong Speu
Kampong Speu (khmeră កំពង់ស្ពឺ) este un oraș din Cambodgia.